# Пшенславек
Пшенславек (пол. Przęsławek, нім. Prenzlau) — село в Польщі, у гміні Ґардея Квідзинського повіту Поморського воєводства.
Населення — 29 осіб (2011).
У 1975-1998 роках село належало до Ельблонзького воєводства.

## Демографія
Демографічна структура станом на 31 березня 2011 року:
|          | Загалом | Допрацездатний вік | Працездатний вік | Постпрацездатний вік |
| -------- | ------- | ------------------ | ---------------- | -------------------- |
| Чоловіки | 15      | 7                  | 8                | 0                    |
| Жінки    | 14      | 2                  | 11               | 1                    |
| Разом    | 29      | 9                  | 19               | 1                    |